# Ditmas Avenue (Culver Line)
Ditmas Avenue is een station van de metro van New York aan de Culver Line in het stadsdeel Brooklyn. Het station is geopend in 1919. Lijn  maakt gebruik van dit station.
 ·  ·  ·  ·  ·  ·  ·  ·  · 